# Matteo Marzotto
Matteo Marzotto (Roma, 26 settembre 1966) è un imprenditore, funzionario e dirigente d'azienda italiano, già presidente dell'Ente Nazionale Italiano Turismo.

## Biografia
Appartiene alla sesta generazione della famiglia Marzotto, industriali della lana sin dal 1836, quinto figlio del conte Umberto Francesco Marzotto e di Marta Vacondio.

### Carriera
Come imprenditore tra il 2009 e il 2013 ha acquisito e rilanciato Vionnet, di cui è stato anche presidente da ottobre 2008 a gennaio 2013. È stato presidente e commissario di ENIT da agosto 2008 a dicembre 2011. Da settembre 2013 è membro del Consiglio Generale e del Comitato Scientifico di Nuovi Orizzonti AIPDF. Dal 2024 presidente di Fondazione Marzotto Ente Morale. 
È stato consigliere indipendente, membro del Comitato Controllo Rischi e Presidente del Comitato Remunerazioni di Brunello Cucinelli S.p.A. (da aprile 2012 a maggio 2020).
Marzotto è stato presidente di Fondazione CUOA da giugno 2013 a luglio 2016.
Dopo avere lavorato per quindici anni nelle aziende collegate agli interessi di famiglia tra il 2003 e il 2008 è stato prima direttore generale operativo, poi presidente di Valentino S.p.A. È vice presidente di Associazione Progetto Marzotto da marzo 2018 (già Presidente da ottobre 2012 a febbraio 2018) e presidente di Mittelmoda Fashion Award da settembre 2008.
È stato presidente e amministratore delegato di Fiera di Vicenza da dicembre 2013 fino a ottobre 2016. È stato vicepresidente esecutivo di Italian Exhibition Group da ottobre 2016 a novembre 2018, società nata dall'integrazione tra Fiera di Vicenza e Rimini Fiera. È stato "ambasciatore di Expo Milano 2015".
È stato presidente di Dondup da settembre 2016 a marzo 2021.
Presidente di FAS International da novembre 2019.
È stato presidente di Ambria Holding da novembre 2020 confluita nel 2022 in MinervaHub, una nuova realtà industriale italiana che unisce aziende del settore moda specializzate in finiture e materiali per manufatti di lusso.
Siede in diversi consigli di amministrazione, tra cui Morellato (da luglio 2008), 1000Miglia S.r.l. (da ottobre 2018) e Fondazione Festival dei due mondi di Spoleto (da luglio 2020 a luglio 2023).
È stato senior advisor investment banking di Alantra Italy (da giugno 2018 a settembre 2020).
Il 25 febbraio 2023, il Presidente della Repubblica Italiana, Sergio Mattarella, gli ha conferito l'Onorificenza di Ufficiale dell'Ordine al merito della Repubblica italiana: ""Per la promozione dell’attività di ricerca scientifica sulla fibrosi cistica attraverso il finanziamento di progetti di studio e iniziative sportive".

## Interessi personali

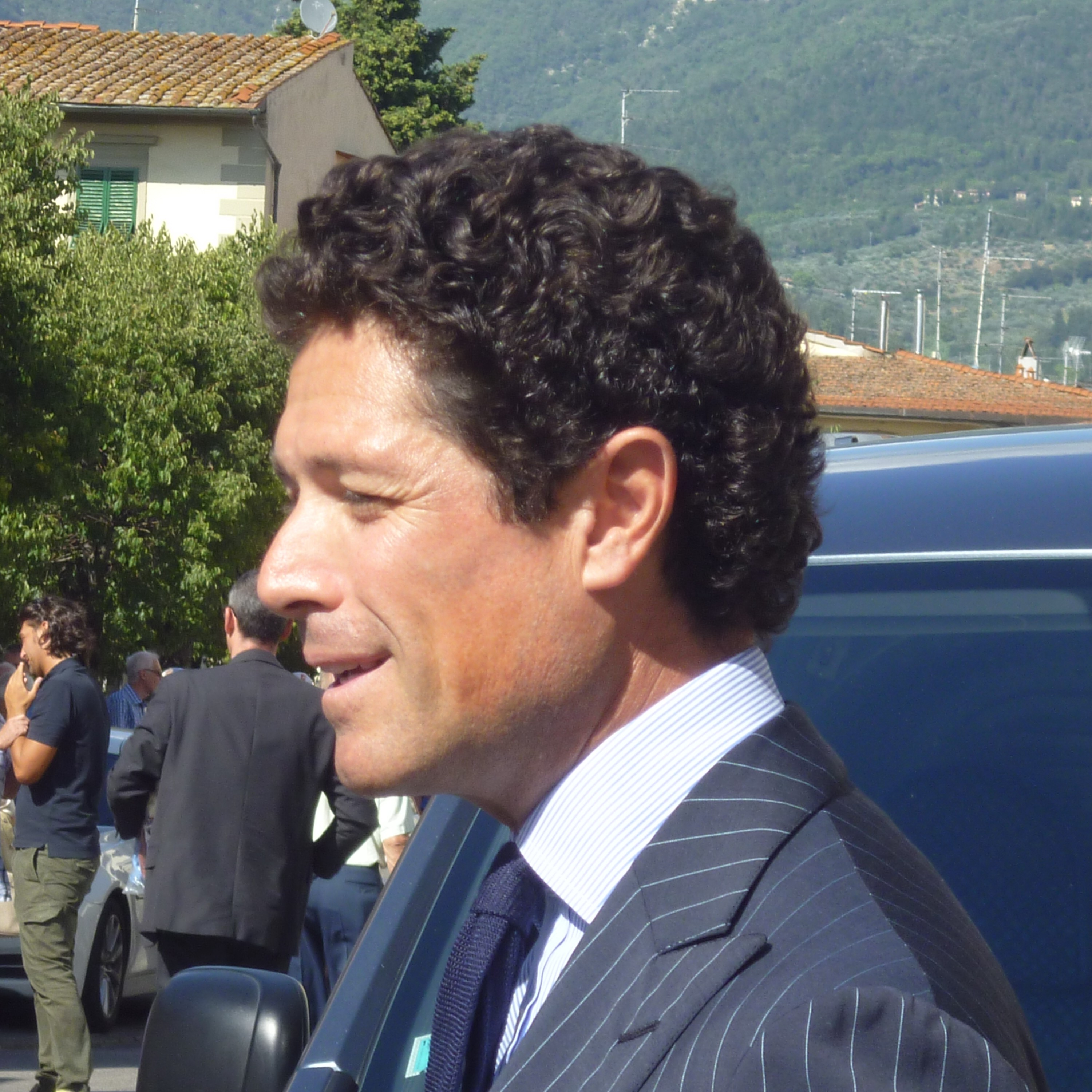
Matteo Marzotto al funerale del ciclista Alfredo Martini, nel 2014

Amante della musica classica, è appassionato di sport attivo, di natura e delle discipline legate al volo; è stato nella squadra Nazionale Under 21 di motocross nel 1986 e pilota di velocità fino al 2010, nel 2009 ha corso come pilota motociclistico professionista nel campionato italiano velocità, categoria Supersport, con una Kawasaki: ha partecipato alle sei gare in calendario, totalizzando un undicesimo posto in gara a Misano e chiudendo ventitreesimo nella classifica piloti con 2,5 punti.
Ha partecipato al Grand Prix di Monaco di Formula 3 e a cinque edizioni della Parigi Dakar (2001, 2002 in coppia con Paolo Barilla, 2004, 2006, 2009).
Ha all'attivo 13 partecipazioni alla Vasaloppet in sci di fondo e molteplici gran fondo ciclistiche su strada. Ha partecipato all'edizione 2014 del Crocodile Trophy in Australia, la più impegnativa manifestazione di mountain bike del mondo. È pilota di aeroplano ed elicottero con oltre 3.000 ore di volo.
Nel 2012 ha ideato FFC Ricerca Bike Tour, coinvolgendo amici sportivi e grandi campioni come Davide Cassani, Massimiliano Lelli, Fabrizio Macchi, Francesco Moser, Mario Cipollini, Alessandra Sensini, Jury Chechi e Iader Fabbri che in sella alle loro biciclette hanno pedalato attraverso migliaia di chilometri e molte regioni d'Italia per sensibilizzare l'opinione pubblica nell'impegno per la raccolta dei fondi e la diffusione della consapevolezza nei confronti della fibrosi cistica, la malattia genetica grave più diffusa in Europa, senza ancora una cura risolutiva. La prima edizione del BikeTour ha attraversato l'Italia da Milano a Roma per quasi 700 chilometri in pochi giorni.

### Fondazione per la Ricerca sulla Fibrosi Cistica
Cofondatore (gennaio 1997) e presidente (dal 19 aprile 2018) della Fondazione per la Ricerca sulla Fibrosi Cistica, è impegnato in molte attività di responsabilità sociale, con l'obiettivo di raccogliere fondi per la ricerca sulla fibrosi cistica, una grave malattia genetica senza una cura definitiva, che ha colpito la sorella maggiore Annalisa, morta nel 1989.
(Matteo Marzotto, 2014)

## Opere
È autore di tre libri, entrambi iniziative editoriali con un meditato scopo charity & responsibility e il cui ricavato è interamente devoluto a favore della Fondazione per la Ricerca sulla Fibrosi Cistica Onlus:
- Volare Alto-Quello che ho imparato fin qui dalla vita, Milano, Mondadori, 2009.
- Bike Tour - Pedalando per la ricerca, Milano, Rizzoli, 2014
- Bike tourgether - Pedalare per la ricerca, Cairo, 2018

## Premi
È stato insignito di numerosi riconoscimenti per le sue attività socio economiche tra i quali:
- il Sigillo Accademico[26] dell’Università di Urbino,
- il Premio Leonardo Qualità Italia[27],